# Jorge Rathgeb
Jorge Evaldo Rathgeb Schifferli (Traiguén, 28 de diciembre de 1967) es un abogado, agricultor y político chileno, militante del partido Renovación Nacional (RN). Actualmente se desempeña como diputado por el distrito N.º 22.
Anteriormente fue gobernador de la Provincia de Malleco (2010-2011) y seremi de Agricultura de la Región de la Araucanía, ambos cargos durante en el primer gobierno de Sebastián Piñera; y concejal por la Municipalidad de Traiguén, entre los años 1996 y 2008.

## Biografía
Nació el 28 de diciembre del año 1967, hijo de Sergio Rathgeb Rodríguez y Elena Schifferli Luchsinger.
Realizó la enseñanza básica en la ex Escuela N.º 1 de Traiguén y cursó la educación media en el Liceo C-8 Luis Durand Durand y Liceo C-9 Lucila Godoy Alcayaga de Traiguén, egresando en 1985. Estudió Derecho en la Universidad de Concepción, siéndole otorgado el título de abogado en agosto del año 1995. Además, posee postítulos en Gestión Municipal, Fomento Productivo, Formulación de Proyectos y Probidad administrativa.
Casado con Magaly Ibett Leonelli y padre de tres hijos.
Una vez titulado, y por cuatro años, se dedicó al ejercicio libre de su profesión. En el año 1999 se desempeñó como abogado subrogante del Juzgado de Letras y Crimen de Traiguén. Posteriormente, en el año 2003 asumió como abogado subrogante del Juzgado de Policía Local de Lumaco, cargo que desempeñó hasta el año 2008. Asimismo, entre los años 2003 y 2009 se desempeñó como abogado jefe en la Novena Región de la Oficina de Fiscalización Contra el Delito.
En forma paralela a su trayectoria como abogado, impartió docencia en las carreras de Contador Público y Administración de Empresas del Instituto Andalién; y las cátedras de Derecho Público y Administrativo, en la Universidad Arturo Prat (sede Victoria) en la carrera de Asistente Jurídico, entre los años 2005 y 2009. En el año 1990 fundó el Centro de Estudios Contemporáneos en Concepción.
En su época universitaria fue seleccionado de rugby de la Universidad de Concepción, entre los años 1988 y 1994. Por otra parte, en 2005 fue director técnico de la IX Región en Nacional de Básquetbol. En 2007, representó a la IX Región en el Nacional de Fútbol Seniors. A nivel dirigencial, fue presidente de Asociación de Básquetbol y Fútbol de Traiguén.

## Trayectoria política y pública
A nivel universitario, fue dirigente de Renovación Nacional (RN) en la Universidad de Concepción, donde fue candidato a la presidencia de la Escuela de Derecho en 1991 y a la presidencia de la Federación de Estudiantes de la universidad en 1992.
Como militante de RN, ha sido presidente comunal del partido (2002-2004), presidente distrital (2005-2007) y consejero nacional en distintos periodos.
En las elecciones municipales del año 1996 resultó elegido concejal de la Municipalidad de Traiguén, en representación de RN, por el periodo 1996-2000. En las posteriores elecciones fue reelecto concejal por Traiguén en tres ocasiones, completando los periodos 2000-2004, 2004-2008 y 2008-2012.
El año 2008 renunció a su cargo de concejal para postularse, en representación de RN, en las elecciones parlamentarias de diciembre de 2009 como candidato a diputado, por el Distrito N.º 48, Región de La Araucanía, sin resultar electo.
En marzo del año 2010 fue nombrado gobernador de la Provincia de Malleco por el presidente Sebastián Piñera. Se desempeñó como gobernador hasta julio de 2011, fecha en que fue relevado al puesto de seremi de la Secretaría Regional Ministerial de Agricultura de la Región de La Araucanía, función que desempeñó hasta mayo del año 2013.
En marzo de 2014, asumió como diputado por el Distrito N.º 48, Región de La Araucanía, en representación de RN. Es integrante de las comisiones permanentes de Salud (a partir del 1º de abril de 2014); y Medio Ambiente y Recursos Naturales; y de Cultura, Artes y Comunicaciones; Recursos Hídricos y Desertificación; Régimen Interno, Administración y Reglamento; y, a partir de abril de 2015, en la de Bomberos.

## Historial electoral

### Elecciones parlamentarias de 2009
- Elecciones parlamentarias de 2009 a Diputado por el distrito 48 (Angol, Collipulli y Ercilla,  Los Sauces, Lumaco, Purén, Renaico y Traiguén)[1]

### Elecciones parlamentarias de 2013
- Elecciones parlamentarias de 2013 a Diputado por el distrito 48 (Angol, Collipulli y Ercilla,  Los Sauces, Lumaco, Purén, Renaico y Traiguén)[2]

### Elecciones parlamentarias de 2017
- Elecciones parlamentarias de 2017 a Diputado por el distrito 22 (Angol, Collipulli, Curacautín, Ercilla, Galvarino, Lautaro, Lonquimay, Los Sauces, Melipeuco, Perquenco, Purén, Renaico, Traiguén, Victoria y Vilcún)[3]

### Elecciones parlamentarias de 2021
- Elecciones parlamentarias de 2021 a Diputado por el distrito 22 (Angol, Collipulli, Curacautín, Ercilla, Galvarino, Lautaro, Lonquimay, Los Sauces, Melipeuco, Perquenco, Purén, Renaico, Traiguén, Victoria y Vilcún).[4]